# We Are Your Friends
We Are Your Friends er en amerikansk dramafilm film 2015, instrueret af Max Joseph (i sin instruktørdebut) og skrevet af Joseph og Meaghan Oppenheimer fra en historie af Richard Silverman. I hovedrollerne ses Zac Efron, Emily Ratajkowski og Wes Bentley. Den handler om en en ung Los Angeles DJ ved navn Cole Carter, der prøver at klare sig i musikindustrien og finde ud af sit liv med sine venner. 
Filmen blev udgivet i USA af Warner Bros. den 28. august, 2015. Dets finansiør, StudioCanal, udgav den i Frankrig, Storbritannien, Tyskland, Holland, Australien og New Zealand. Filmen modtog blandede anmeldelser og indtjente 11 millioner dollars.

## Medvirkende
- Zac Efron som Cole Carter
- Emily Ratajkowski som Sophie
- Shiloh Fernandez som Ollie
- Alex Shaffer som Squirrel
- Jonny Weston som Dustin Mason
- Wes Bentley som James Reed
- Joey Rudman som Joey
- Jon Bernthal som Paige Morrell
- Vanessa Lengies som Mel
- Brittany Furlan som Sara
- Jon Abrahams som a club promoter
- Alicia Coppola som Tanya Romero
- Korrina Rico som Crystal
- Nicky Romero som sig selv
- Dillon Francis som sig selv
- Alesso som sigs elv
- DallasK som sig selv
- Them Jeans som sig selv
- Zach Firtel som DJ Sweet Baby Ray's
- Andy Ward som DJ Xochil
- Hayden Fein som DJ DK
- Jacob Epstein som DJ Bald Dad

- Zac Efron (2012)
- Wes Bentley (2012)
- Jon Abrahams (2011)
- Shiloh Fernandez (2013)
- Alicia Coppola (2008)
- Jon Bernthal (2014)

## Soundtrack
Soundtracket indeholdet en Deluxe Version med 18 Tracks og blev udgivet af Interscope Records den 21. august 2015.
1. Deorro feat. Erin McCarley – I Can Be Somebody
2. Years & Years – Desire (Gryffin Remix)
3. Hook N Sling feat. Far East Movement and Pusha T – Break Yourself
4. The Americanos feat. Lil Jon, Juicy J & Tyga – BlackOut
5. Scenic – Another Sky (The Magician Remix)
6. Hayden James – Something About You (Pete Tong Kingstown Remix)
7. Klingande feat. Broken Back – RIVA (Restart the Game)
8. Will Sparks feat. Wiley and Elen Levon – Ah Yeah So What (WAYF Edit)
9. AlunaGeorge – You Know You Like It (Tchami Remix)
10. Dom Dolla & Go Freek – Define
11. Oliver $ & Jimi Jules – Pushing On
12. Seinabo Sey – Younger (Kygo Remix)
13. Pyramid – Cole’s Memories (Original Mix)
14. The Rapture – Sister Saviour (DFA Dub)
15. Fake Blood – I Think I Like It
16. Bro Safari – The Drop (VIP Mix)
17. Carnage feat. ILoveMakonnen – I Like Tuh
18. Justice vs. Simian – We Are Your Friends